# BT Tower
A BT Tower (korábbi nevein GPO Tower, Post Office Tower vagy Telecom Tower) egy 177 (kiegészítő antennával mérve 191) méter magas telekommunikációs adótorony London városának közepén, a Fitzrovia kerületben. A BT Group nevű telekommunikációs cégcsoport tulajdona, postai kódja YTOW. 1964-es elkészültekor ez lett London és egyben az egész Egyesült Királyság legmagasabb építménye, megelőzve a Millbank Towert, ezt a státuszát egészen 1980-ig megőrizte, amikor a NatWest Tower elvette azt tőle. A BT Tower a 2010-es években London 10. legmagasabb építménye.
A BT Towert a General Post Office (GPO) postahivatal megrendelésére kezdték el építeni 1961-ben, vezető építészei Eric Bedford és G. R. Yeats voltak. Az építkezés 1964. július 15-én fejeződött be, Harold Wilson miniszterelnök 1965. október 8-án nyitotta meg hivatalosan. A nagyközönség számára 1966. május 15-étől látogatható. A kommunikációs, mikrohullámú antennákon és az irodákon túl étterem, ajándékbolt és kilátószint is található a toronyban. A 70-es, 80-as évek környékén a torony kommunikációs jelentősége miatt "hivatali titok"-ként volt nyilvántartva, Location 23 néven hivatkoztak rá. 1971. október 31-én bomba robbant a torony éttermének egyik férfi mosdójában.
A torony manapság is használatban van, számos televíziós- és rádiótársaság műsorsugárzását ellátja. A mikrohullámú adók mellé modernebb optikai kábeleket is felszereltek. A 2000-es évek elején restauráláson esett át, a torony felső része 360°-os kivilágítást kapott, amelyet 2009-ben kiegészítettek egy szintén 360°-os óriási LED-kijelzővel, 2009. október 31-én ezen a kijelzőn indult meg a visszaszámlálás a 2012-es londoni olimpia megnyitójáig.

## Fordítás
- Ez a szócikk részben vagy egészben  a   BT Tower című angol Wikipédia-szócikk ezen változatának fordításán alapul.  Az eredeti cikk szerkesztőit annak laptörténete sorolja fel. Ez a jelzés csupán a megfogalmazás eredetét és a szerzői jogokat jelzi, nem szolgál a cikkben szereplő információk forrásmegjelöléseként.